# Marjorie Hume
Pour les articles homonymes, voir Hume.
Marjorie Hume (27 janvier 1893 à Gorleston, Great Yarmouth, Norfolk – 13 mars 1976 à Oxshott (en), Surrey) est une actrice britannique. Elle apparaît dans 36 films entre 1917 et 1955.

## Filmographie
- 1917 : Doing His Bit
- 1918 : Red Pottage
- 1918 : The Swindler
- 1920 : Lady Tetley's Decree
- 1920 : The Scarlet Kiss
- 1921 : Appearances
- 1921 : The Great Day
- 1921 : The Call of Youth
- 1922 : Silent Evidence
- 1923 : M'Lord of the White Road
- 1924 : Les Deux Gosses (The Two Boys )
- 1925 : King of the Castle
- 1926 : Thou Fool
- 1926 : The Island of Despair
- 1926 : One Colombo Night
- 1928 : Young Woodley
- 1933 : Up to the Neck
- 1933 : A Royal Demand
- 1935 : The White Lilac
- 1935 : Cross Currents
- 1937 : Member of the Jury
- 1953 : The Limping Man
- 1955 : Children Galore